# Pleuroptya balteata
Espèce
Pleuroptya balteata est une espèce de papillons de la famille des Crambidae. Dans le Sud de l'Europe ce papillon vole essentiellement de nuit.

## Morphologie
L'imago présente une envergure variant de 25 à 32 mm. Le dessus de ses ailes sont entièrement beiges avec des rainures brunes ou noires visibles. Le dessous, présente les mêmes motifs mais avec un beige plus clair. Cette teinte générale lui permet de se camoufler des chauves souris ou autres prédateurs nocturnes. C'est par homochromie qu'il peut se cacher dans les feuilles des plantes hôtes qu'il fréquente ou bien sur un tronc d'arbre. Ces rainures d'un marron foncé voir noires ainsi que sa forme courbée permet à cet imago de pouvoir se coller à ces supports de façon à être le plus discret possible.

## Biologie

### Œuf
L'œuf est le premier stade dans l'évolution d'un Lepidoptera. Il est par ailleurs directement déposé sur la future plante hôte de l'insecte en général sur la face inférieure de la feuille. Les œufs de Pleuroptya balteata sont constitués d'un "chorion transparent" mais qui apparait comme marron. Cela est dû au fait que l'hôte est lui-même marron à l'intérieur du chorion donnant ainsi sa couleur extérieure à l'œuf. Il contient toutes les réserves nutritives nécessaires au bon développement du futur papillon durant son développement complet au stade d'œuf. Cette enveloppe transparente ne protège pas cependant son hôte des prédateurs extérieurs comme les mouches ou encore les micro-parasites pathogènes. D'autres menaces pèsent sur ces œufs comme les causes météorologiques qui peuvent détériorer le chorion et entrainer sa destruction, comme de grosses pluies ou bien des rafales de vent. C'est pour cela que la femelle en dépose en grand nombre sous les feuilles ou dans des écorces d'arbre au moment de la ponte pour qu'ils soient bien camouflés et protégés.
La femelle dépose principalement ses œufs sur le dessous des feuilles de ses plantes hôtes comme l'Arbre à perruques (Cotinus coggygria) ou le Pistachier térébinthe (Pistacia terebinthus) pour les œufs déposés en Europe mais aussi sur le Bois de source blanc (Boehmeria stipularis) présent sur l'île de la Réunion.

### Chenille
Une fois que le développement de l'embryon est terminé et que toutes les ressources nutritionnelles de l'œuf sont consommées, la chenille recroquevillée dans le chorion va le casser afin de sortir. La chenille de Pleuroptya balteata possède un thorax orangé avec un abdomen verdâtre et marron à l'arrière du corps.
Du fait du dépôt en nombre des œufs par la femelle, il n'est pas rare qu'il y ait plusieurs chenilles sur la même feuille d'une plante, elles peuvent même venir à cohabiter ensemble sur cette même feuille si cela est nécessaire.

### Chrysalide
Une fois la croissance de le chenille terminée (elle dure quelques semaines en général), elle va effectuer sa dernière mue qui sera également sa chrysalide : c'est la nymphose. Pour ce faire, la chenille va se poser sur la plante hôte (sur les feuilles ou sur la tige) afin d'effectuer cette nymphose. C'est à ce stade que les différents organes qui composent la chenille vont subir une intense activité métabolique afin d'être correctement formés pour pouvoir assumer le bien-être du futur papillon.
La chrysalide de Pleuroptya balteata est entièrement marron. Elle est, comme à chaque stade de la transformation de l'imago faite pour éviter au maximum d'être repéré par les prédateurs durant ce temps d'immobilisation complète durant lequel le futur papillon se forme.

## Mode de vie
Pleuroptya balteata est un papillon de nuit et sa durée de vie est courte, elle varie de deux jours à deux semaines.

## Classification
Le nom valide complet (avec auteur) de ce taxon est Pleuroptya balteata (Fabricius, 1798).
L'espèce a été initialement classée dans le genre Phalaena sous le protonyme Phalaena balteata Fabricius, 1798.
Pleuroptya balteata a pour synonymes :
- Botys accipitralis Walker
- Botys aurantiacalis Fischer von Röslerstamm, 1840
- Botys aurea Butler, 1879
- Botys crocealis Duponchel, 1831
- Botys quadriguttalis Walker
- Hapalia fraterna Moore, 1886
- Patania africalis (Leraut, 2005)
- Patania aurantiacalis (Fischer von Röslerstamm, 1840)
- Patania aurea (Butler, 1879)
- Patania balteata (Fabricius, 1798)
- Patania crocealis (Duponchel, 1834)
- Patania evergestialis (Strand, 1918)
- Patania mysolalis (Walker, 1866)
- Phalaena balteata Fabricius, 1798
- Pleuroptya balteata subsp. africalis Leraut, 2005
- Pleuroptya crocealis (Duponchel, 1834)
- Pleuroptya mysolalis Walker
- Sylepta balteata (Fabricius, 1798)
- Sylepta evergestialis Strand, 1918